# 大隈技研
株式会社大隈技研（おおくまぎけん）は、技術プロジェクトの受託事業（開発、設計、評価など）を行っている企業である。本社は愛知県丹羽郡大口町に所在する。

## 概要
オークマ株式会社の子会社であり、オークマ及びその関連企業の技術部門の一部を担当している。オークマブランドのNC工作機械（NC旋盤・複合加工機・マシニングセンタ・研削盤）の設計・開発、NC装置のソフト設計・ハード設計、営業技術、加工技術を担う。

## 沿革
- 1985年11月1日 - オークマ（旧・大隈鐵工所）の全額出資により技術部門を担当する会社として設立。
- 2000年10月 - 本社を名古屋市北区辻町から愛知県丹羽郡大口町に移転。